# Malick Badiane
Malick Badiane (Thiès, 1º gennaio 1984) è un ex cestista senegalese.

## Carriera
È stato selezionato dagli Houston Rockets al secondo giro del Draft NBA 2003 (44ª scelta assoluta).

## Palmarès
- Campionato tedesco: 1

Skyliners Francoforte: 2003-04